# Hesperochernes molestus
Hesperochernes molestus är en spindeldjursart som beskrevs av Clarence Clayton Hoff 1956. Hesperochernes molestus ingår i släktet Hesperochernes och familjen blindklokrypare. Inga underarter finns listade i Catalogue of Life.